# Milton (football)
Pour les articles homonymes, voir Milton.
Milton Luiz de Souza Filho, né le 11 novembre 1961 à Rio de Janeiro, est un footballeur brésilien. Il évoluait au poste de milieu de terrain.

## Biographie

### En club
Il joue dans plusieurs clubs au Brésil, en Italie et en Suisse.
Avec l'équipe suisse du FC Sion, il remporte un championnat de Suisse et deux Coupes de Suisse. Avec cette même équipe, il joue trois matchs en Ligue des champions, six matchs en Coupe d'Europe des vainqueurs de coupe, et trois matchs en Coupe de l'UEFA. Il inscrit un but en Coupe des Coupes face au club ukrainien du Nyva Vinnytsia.
Il dispute un total de 165 matchs en première division suisse, pour 13 buts marqués, et 34 matchs en première division italienne, pour 4 buts marqués.

### En équipe nationale
Il est médaillé d'argent aux Jeux olympiques de 1988. Lors du tournoi olympique, il prend part à six matchs.
Il reçoit un total de cinq sélections en équipe du Brésil entre 1987 et 1988, sans inscrire de but.

## Palmarès
- Champion de Suisse en 1997 avec le FC Sion
- Vainqueur de la Coupe de Suisse en 1995 et 1997 avec le FC Sion